# امبرینس
امبرینس (به فرانسوی: Ambrines) یک کمون در فرانسه است که در پا-دو-کاله واقع شده‌است.

## خصوصیات
امبرینس ۴٫۶۸ کیلومترمربع مساحت و ۲۱۶ نفر جمعیت دارد و ۱۲۷ متر بالاتر از سطح دریا واقع شده‌است.